# Handball-DDR-Meisterschaft 1955/56
Die Handball-DDR-Meisterschaft 1955/56 kam sowohl für die Männer als auch für die Frauen in der Halle und auf dem Feld zur Austragung. In der Halle verteidigte bei den Männern der Vorjahresmeister BSG Motor Rostock seinen Titel, bei den Frauen wurde die BSG Lok Rangsdorf neuer Titelträger. Auf dem Feld gewannen der SC Dynamo Berlin (Männer) und der SC Lok Leipzig (Frauen) die Meisterschaft.

## Hallenhandball (Männer)
An der Männer-Hallenmeisterschaft beteiligten sich zwölf Mannschaften, die in der Hallenhandball-DDR-Liga jeweils zu sechst in zwei Staffeln in Hin- und Rückspielen die Endspielteilnehmer ermittelten. Die Punktspiele wurden zwischen Oktober 1955 und Februar 1956 ausgetragen. In der Staffel I setzte sich überraschend der Neuling BSG Motor Eisenach durch, während sich in der Staffel II die BSG Motor Rostock erneut die Endspielteilnahme sicherte.

### Abschlusstabellen
(Stand 12. Februar 1956)
| Pl. | Mannschaft                | Sp | S | U | N | Tore    | Punkte |
| 1   | BSG Motor Eisenach (N)    | 10 | 7 | 1 | 2 | 156:137 | 15:05  |
| 2   | SC Dynamo Berlin (N)      | 10 | 6 | 1 | 3 | 186:141 | 13:07  |
| 3   | Motor Gohlis Nord Leipzig | 10 | 6 | 0 | 4 | 143:125 | 12:06  |
| 4   | BSG Lok Magdeburg SO      | 10 | 5 | 1 | 4 | 182:155 | 11:09  |
| 5   | ZSK Vorwärts Berlin (N)   | 10 | 2 | 1 | 7 | 131:161 | 05:15  |
| 6   | BSG Fortschritt Forst     | 10 | 2 | 0 | 8 | 128:207 | 04:16  |

| Pl. | Mannschaft                 | Sp | S | U | N  | Tore    | Punkte |
| 1   | BSG Motor Rostock (M)      | 10 | 8 | 1 | 1  | 233:146 | 17:03  |
| 2   | SC Motor Berlin            | 10 | 7 | 1 | 2  | 172:160 | 15:05  |
| 3   | SG Dynamo Leipzig          | 10 | 5 | - | 5  | 181:166 | 10:10  |
| 4   | BSG Motor Fermersleben (N) | 10 | 5 | - | 5  | 195:197 | 10:10  |
| 5   | BSG Lok Gera               | 10 | 4 | - | 6  | 180:182 | 08:12  |
| 6   | BSG Motor Sömmerda         | 10 | - | - | 10 | 137:246 | 00:20  |

### Endspiel
BSG Motor Rostock – BSG Motor Eisenach 25:17 (15:7)
(26. Februar 1956)
Außenseiter Motor Eisenach begann die Partie mit konsequenter Manndeckung, mit der zunächst der Spielfluss der Rostocker gehemmt wurde. Als der Titelverteidiger dann doch mit 4:2 in Front gegangen war, stellten die Thüringer auf einen Viererriegel um, bekamen die gegnerischen Angreifer aber nicht in den Griff. Noch vor der Pause wechselte Rostock plötzlich seine Taktik, zog sich zurück. Die nun anrennenden Eisenacher tappten in die gestellte Falle, denn nun machten die Norddeutschen ihre Tore mit Konterangriffen. Zur Pause hatte der Titelverteidiger bereits einen 15:7-Vorsprung herausgeworfen. Nach der Pause kämpften die Thüringen zwar anerkennenswert, waren dem technisch-taktischen Spiel des Gegners aber nicht gewachsen, der schnell seinen Torevorsprung auf zehn Treffer erhöhte. Erst als sich mit einem Torwartwechsel die Eisenacher Deckung stabilisierte, konnte die Eisenacher BSG die Tordifferenz wieder verringern, am Sieg der BSG Motor Rostock konnte sie aber nicht mehr rütteln.
| Rostock: Hans Beier – Heinz Flach (2), Günter Mundt (9), Klaus-Dieter Matz (8) – Gerd Langhoff (2), Paul-Friedrich Reder (1), Peter Steinhäuser – Cicillus, Herhaus (3), Erdmann Eisenach: Hertel (Rust) – Weidlich (5), Werner Aßmann (1), Oswald Hook – Hans Rodegast (1), Hauk (3), Dieter Illert (3) – Reinalz, Jäger (1), Frieder Singwald (2) |
| Schiedsrichter: Kutsche (Ost-Berlin), Zuschauer: 3000 in der Thüringenhalle (Erfurt) |

## Hallenhandball (Frauen)
Die Handballfrauen ermittelten wie die Männer den Hallenmeister in der Hallenhandball-DDR-Liga, in der jedoch nur sechs Mannschaften zusammengefasst waren. Die Meisterschaft wurde erst am letzten Spieltag entschieden, da nach neun Runden Titelverteidiger SC Fortschritt Weißenfels und die BSG Lok Rangsdorf punktgleich an der Spitze lagen. Im entscheidenden letzten Punktspiel siegten die Rangsdorfer im eigenen Domizil, der Sporthalle in Frankfurt (Oder) mit 5:4.

### Abschlusstabelle
| Pl. | Mannschaft                    | Sp | S | U | N | Tore  | Punkte |
| 1   | BSG Lok Rangsdorf             | 10 | 8 | 1 | 1 | 69:38 | 17:03  |
| 2   | SC Fortschritt Weißenfels (M) | 10 | 7 | 1 | 2 | 57:37 | 15:05  |
| 3   | BSG Fortschritt Oberlungwitz  | 10 | 7 | - | 3 | 49:42 | 14:06  |
| 4   | SC DHfK Leipzig               | 10 | 4 | 1 | 5 | 65:44 | 0 9:11 |
| 5   | BSG Motor Wismar              | 10 | 1 | 1 | 8 | 35:68 | 03:17  |
| 6   | BSG Fortschritt Neugersdorf   | 10 | 1 | - | 9 | 25:71 | 02:18  |

## Feldhandball 1956 (Männer)
Die Feldhandball-Oberliga wurde wie im Vorjahr mit 18 Mannschaften, aufgeteilt in zwei Staffeln ausgetragen. Die 16 Punktspielrunden wurden zwischen April und Oktober 1956 ausgetragen und brachten die Staffelsieger BSG Lok Magdeburg Süd-Ost und SC Dynamo Berlin hervor. Beide trugen das Endspiel um die Männermeisterschaft (Feld) aus, das die Berliner mit 14:10 gewannen.

### Abschlusstabellen
| Pl. | Mannschaft                | Sp | S  | U | N  | Tore    | Punkte |
| 1   | BSG Lok Magdeburg Süd-Ost | 16 | 14 | - | 2  | 242:174 | 28:04  |
| 2   | SC Empor Rostock (M)      | 16 | 12 | 2 | 2  | 252:167 | 26:06  |
| 3   | ZSK Vorwärts Berlin (N)   | 16 | 9  | 1 | 6  | 256:242 | 19:13  |
| 4   | SG Dynamo Leipzig         | 16 | 7  | 3 | 6  | 215:186 | 17:15  |
| 5   | BSG Stahl Krauschwitz     | 16 | 7  | 2 | 7  | 213:197 | 16:16  |
| 6   | BSG Motor Magdeburg Mitte | 16 | 8  | - | 8  | 221:229 | 16:16  |
| 7   | BSG Chemie Coswig (N)     | 16 | 5  | 1 | 10 | 216:264 | 11:21  |
| 8   | BSG Lok Luckenwalde       | 16 | 4  | 1 | 11 | 177:257 | 09:23  |
| 9   | BSG Traktor Delitzsch     | 16 | 1  | - | 15 | 166:268 | 02:30  |

| Pl. | Mannschaft                   | Sp | S  | U | N  | Tore    | Punkte |
| 1   | SC Dynamo Berlin             | 16 | 16 | - | -  | 295:167 | 32:0   |
| 2   | SC Lok Leipzig               | 16 | 10 | 1 | 5  | 163:224 | 21:11  |
| 3   | BSG Motor Fermersleben       | 16 | 10 | - | 6  | 234:179 | 20:12  |
| 4   | BSG Motor Eisenach           | 16 | 9  | 1 | 6  | 260:219 | 19:13  |
| 5   | BSG Lok Gera                 | 16 | 6  | 2 | 8  | 233:233 | 16:16  |
| 6   | BSG Stahl Calbe              | 16 | 8  | - | 8  | 248:256 | 16:16  |
| 7   | BSG Motor Polysius Dessau    | 16 | 6  | 1 | 9  | 210:236 | 13:19  |
| 8   | BSG Motor Fraureuth          | 16 | 4  | 1 | 11 | 175:227 | 09:23  |
| 9   | BSG Fortschritt Crimmitschau | 16 | -  | - | 16 | 167:341 | 00:32  |

### Endspiel
SC Dynamo Berlin – BSG Lok Magdeburg Süd-Ost 14:10 (6:5)
(21. Oktober 1956 in Gera)
Der SC Dynamo ging als klarer Favorit in das Finale. Die Berliner hatte verlustpunktfrei ihre Staffel dominiert, während die BSG Lok in den Punktspielen zwei Niederlagen hinnehmen mussten und zudem dadurch gehandicapt waren, dass sie wegen des in Unordnung gekommenen Spielplans in den zurückliegenden Wochen deutlich mehr Spiele als die Berliner austragen mussten. Von Beginn an entwickelte sich ein kampfbetontes Spiel, das von der Magdeburger Mannschaft zeitweise übertrieben wurde. Zudem litt die Partie unter der schwachen Leistung des Leipziger Schiedsrichters Schuffenhauer, der schon in der Anfangsphase mit falschen Entscheidungen die Magdeburger benachteiligte. Dadurch kamen sie in der ersten Halbzeit um die verdiente Führung. Dynamospieler zeigten anfangs eine überraschende Wurfschwäche. Nachdem Magdeburgs Bahra wegen eines groben Fouls für fünf Minuten vom Feld musste und ein Strafwurf seines Mannschaftskameraden Schulze nicht anerkannt wurde, konnten die Berliner mit einem knappen 6:5-Vorsprung in die Pause gehen. Durch Tore von Diedering und Mannewitz konnte Dynamo anschließend die Führung auf 8:5 ausbauen und spielte nun die größere Wurfkraft und bessere Kondition aus. Zwar konnte Magdeburg in den Schlussminuten den Rückstand noch einmal verkürzen, am Ende unterlag die Mannschaft jedoch mit einer Viertoredifferenz.
| Berlin: Groß – Greye, Burau – Herrmann, Köhler, Rudi Kosche – Stolfig, Naumann (1), Diedering (5), Rudi Hirsch (4), Dieter Mannewitz (4) Magdeburg: Dieter Deicke – Bahra, Richter – Gerhard Stapf (4), Grünwald, Siefert (2) – Graffschack (1), Schulze, Klaus Miesner, Bormann (2), Dittmann (1) |
| Schiedsrichter: Schuffenhauer (Leipzig) |

## Feldhandball 1956 (Frauen)
Der Feldhandballmeister 1956 der Frauen wurde zwischen April und Oktober unter 14 Mannschaften ermittelt, die in der Oberliga Frauen auf zwei Staffeln aufgeteilt waren. Das Teilnehmerfeld setzte sich wie folgt zusammen:
| Staffel I - BSG Motor Erfurt Mitte - BSG Post Halberstadt - BSG Motor West Leipzig - BSG Motor Leipzig-Lindenau - BSG Fortschritt Oberlungwitz - BSG Motor Weimar - SC Fortschritt Weißenfels (M) | Staffel II - SC Motor Berlin - BSG Fortschritt Cottbus - BSG Motor Polysius Dessau - SG Dynamo Leipzig - SC Lok Leipzig - BSG Lok Rangsdorf - BSG Motor Wismar |

Staffelsieger wurden die Titelverteidigerinnen des SC Fortschritt Weißenfels und die Frauen des SC Lok Leipzig, sie bestritten das Endspiel um die Meisterschaft 1956.

### Endspiel
SC Fortschritt Weißenfels – SC Lok Leipzig 3:7 (1:4)
(21. Oktober 1956 in Gera)
Im Feldfinale der Frauen waren die Weißenfelser Spielerinnen wegen ihrer beiden Meisterschaften aus den Jahren 1954 und 1955 favorisiert, der Leipziger Mannschaft billigte man lediglich wegen ihrer fünf Auswahlspielerinnen Außenseiterchancen zu. Entgegen den Prognosen übernahmen die Leipzigerinnen von Beginn an die Initiative und kauften mit einer offensiv eingestellten Deckung den Gegnerinnen den Schneid ab. Während dadurch das Weißenfelser Kombinationsspiel nicht zur Entfaltung kam, spielten die Leipziger Frauen ihr gutes technisches Vermögen und ihre Wurfkraft aus, sodass sie mit einer deutlichen 4:1-Führung die erste Halbzeit beendeten. Auch in der zweiten Spielhälfte dominierten die Lok-Spielerinnen dank ihrer besseren Ballbehandlung und einer geschlossenen Mannschaftsleistung. Da ihre Gegnerinnen müde und unentschlossen agierten, war ihre Führung war nie gefährdet. Nach einem zwischenzeitlichen 6:2 war die Entscheidung bereits zugunsten des SC Lok gefallen, zumal die Weißenfelserinnen immer mehr abbauten. Das überraschende 7:3-Endergebnis entsprach schließlich exakt dem Spielverlauf.
| Weißenfels: Martina Maudrich – Kühn, Noth – Brandt, Baumert, Dietz – Inge Schanding, Häuber (1), Erika Quarg (2), Müller, Inge Jahn – (Kloß, Lemnitzer) Leipzig: Müller – Bergner, Gittel – Schreiter, Unger, Baldreich – Schmutzler (1), Papst, Eckert (4), Gerasch (1), Schmidt (1) – (Stephan, Heinze) |
| Schiedsrichter: Prehn (Löcknitz) |

## Quelle
- DDR-Sportzeitung Deutsches Sportecho. Jahrgang 1956